# 阿勒曼尼語維基百科
阿勒曼尼語維基百科是維基百科協作計劃的阿勒曼尼語（Alemannisch）版本，由維基媒體基金會負責。目前是各語言中排名第104的維基百科。計畫開始於2003年11月，到2011年11月有10,209條目。

## 特點

### 方言版本轉換功能
原先本計畫只有三種方言，後來因阿爾薩斯語維基百科計畫中止並且合併，21篇阿爾薩斯文也移到阿勒曼尼語維基百科。
由於阿勒曼尼語本身就有四種不同程度的方言，瑞士德語、巴登方言（Badische Dialekte）（Badische Dialekte）、阿爾薩斯語、施瓦本語（又譯為士瓦本語）。因此採用跟漢語版類似的方法，劃分成瑞士德語（Schwyzerdütsch）版、巴登方言（Badisch）版、阿爾薩斯語（Elsassisch）版和施瓦本語（Schwäbisch）版。只是跟漢語版在閱讀時選擇簡體或繁體版本不同，而是從首頁就有四種方言的選擇欄位，不同方言使用者可選擇自己的所屬語言。系統是以巴登方言為一開始默認的使用版本。
因為各方言的差異，還建立各自的方言分類。例如阿爾薩斯文的分類（Template:Link-als）就收錄有超過1800篇的條目。

## 外部連結
- 阿勒曼尼語維基百科